# Братська могила учасників Євпаторійського десанту
Братська могила учасників Євпаторійського десанту – монумент, присвячений загиблим учасникам Євпаторійського десанту 1942 року. Розташовується на 58-му кілометрі шосе Сімферополь - Євпаторія. Скульптура відкрита у 1970 році.

## Історія
Тіла загиблих моряків Євпаторійського десанту з тральщика «Взрыватель» було поховано 7 січня 1942 року на березі. У 1950-х роках на цьому місці було встановлено пам'ятник матросу з неміцного бетону. 7 червня 1970 року цей пам'ятник було замінено на нову трифігурну скульптурну композицію. Авторами проєкту виступили скульптор Н. І. Брацун та архітектори В. Н. Єніосов, С. І. Кулєв. Скульптурна композиція була виготовлена на експериментальній майстерні Московського відділення художнього фонду СРСР.
Відомі імена 58 похованих у братській могилі.
Рішенням Кримського облвиконкому № 16 від 15 січня 1980 року пам'ятник набув охоронного статусу. Указом Міністерства культури України № 1364 від 22 листопада 2012 року монумент набув статусу «пам'ятника історії».

## Опис
Трифігурна скульптура зображує висадку Євпаторійського десанту. У центрі — матрос, який кидає гранату. Збоку також учасники десанту, з гранатами та автоматом. Динамічність скульптурі надають плащ-накидки, що розвіваються на вітру, і спрямованість фігур вперед. Скульптура виконана з кутої міді.

На постаменті є напис: "Ваш подвиг Вітчизну славить, нагорода йому - безсмертя".

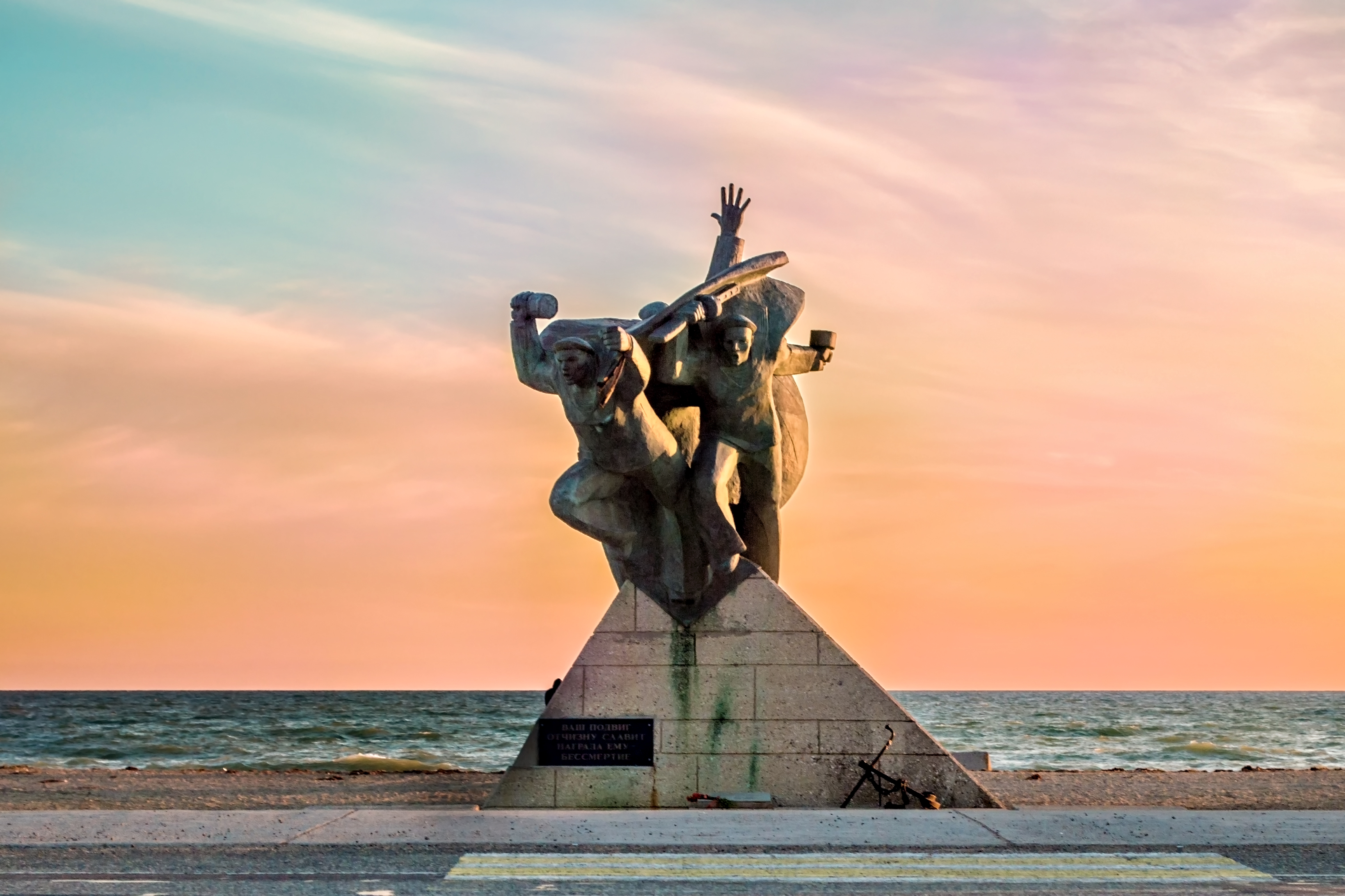
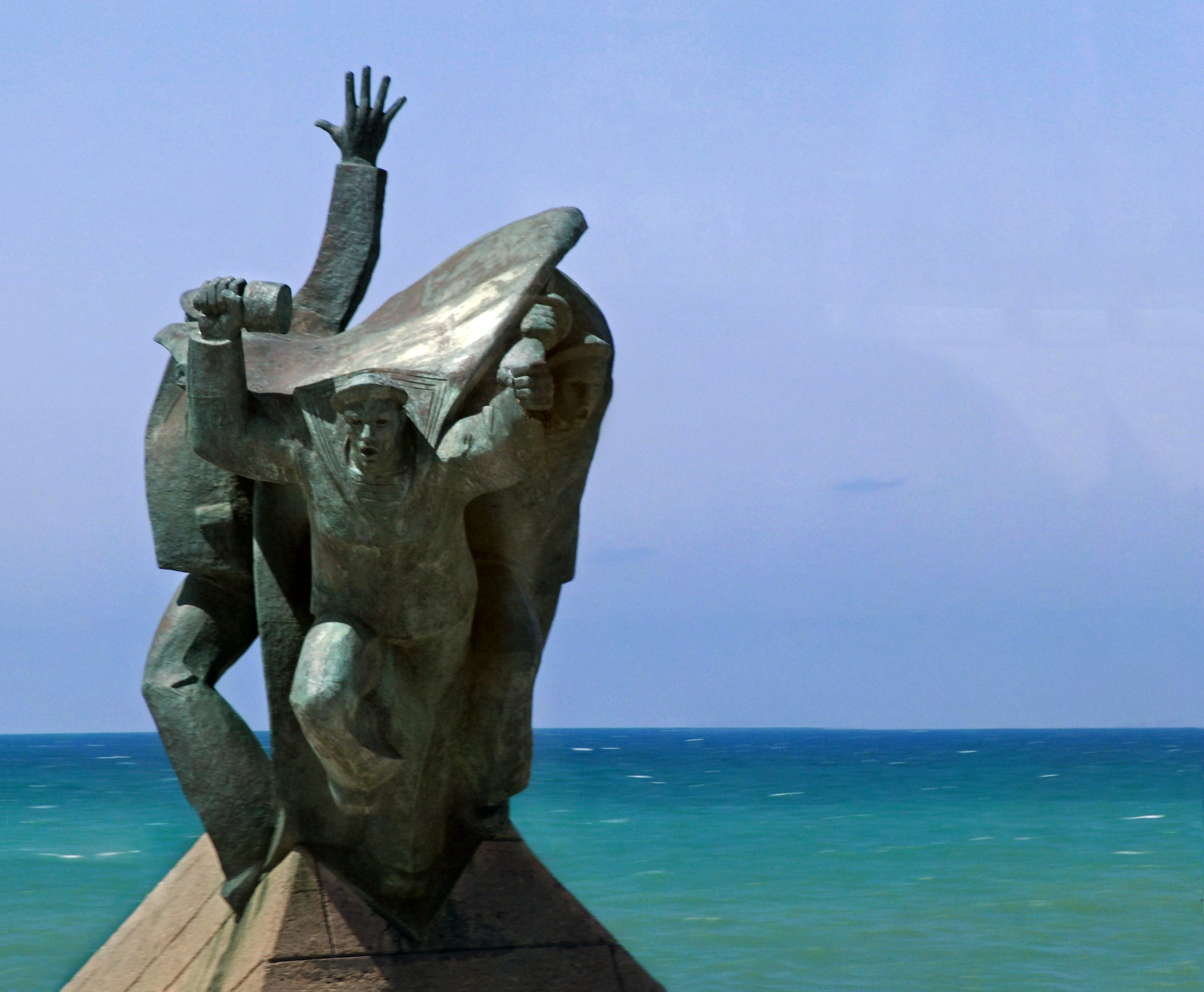
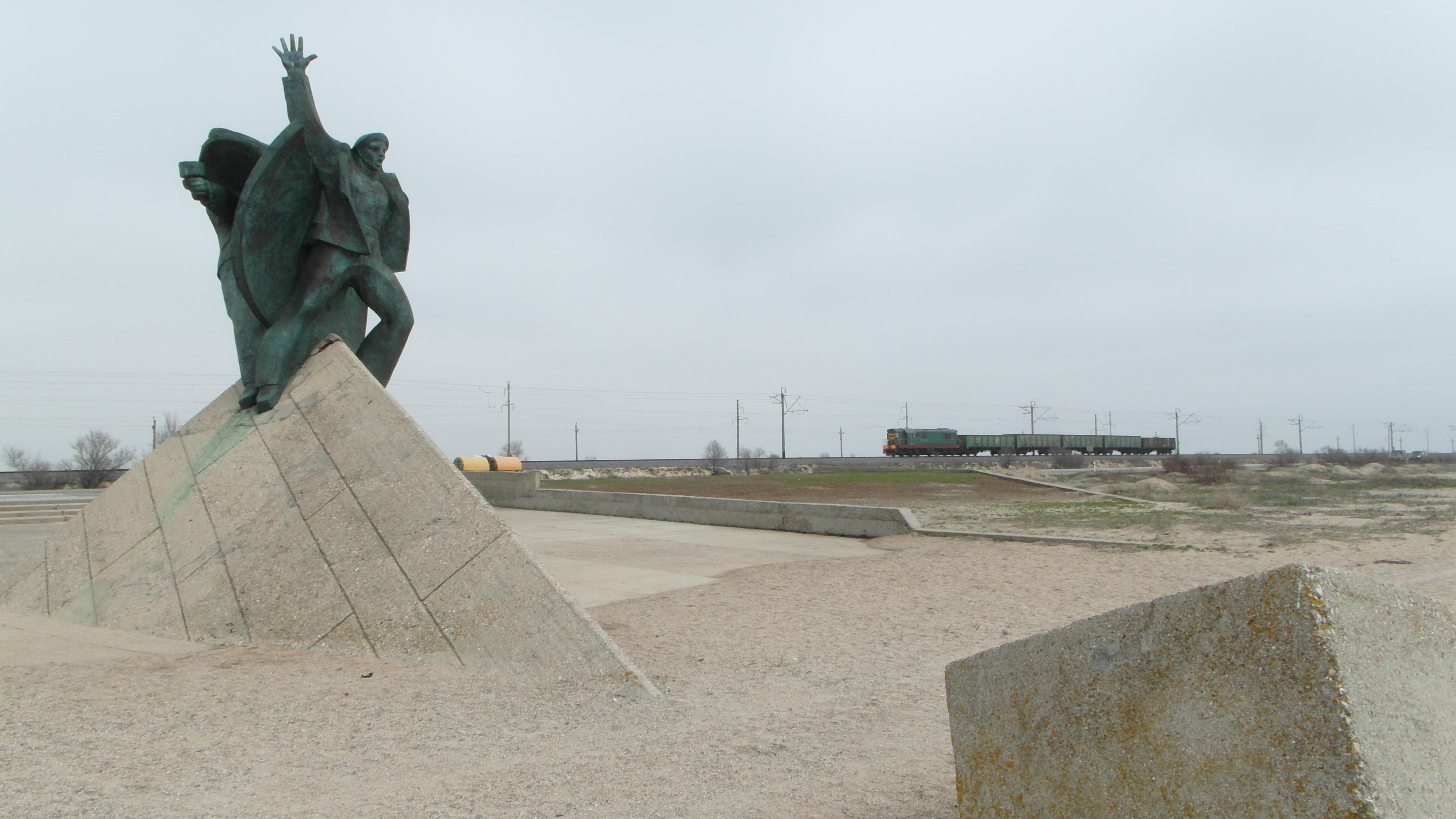